# Pedro Barbosa
Pedro Alexandre dos Santos Barbosa (Gondomar, 6 agosto 1970) è un ex calciatore portoghese, di ruolo centrocampista.

## Carriera
Inizia a giocare nel Freamunde, per poi passare, nel 1991, al Vitória Guimarães e, nel 1995, allo Sporting Lisbona dove rimane per 10 anni, fino al ritiro avvenuto nel 2005. Dopo il ritiro è diventato dirigente dello stesso Sporting.
Barbosa ha giocato 22 volte per la sua Nazionale, segnando 5 goal e prendendo parte agli Europei 1996 e ai Mondiali 2002.

## Statistiche

### Cronologia presenze e reti in nazionale
| Cronologia completa delle presenze e delle reti in nazionale ― Portogallo | Cronologia completa delle presenze e delle reti in nazionale ― Portogallo | Cronologia completa delle presenze e delle reti in nazionale ― Portogallo | Cronologia completa delle presenze e delle reti in nazionale ― Portogallo | Cronologia completa delle presenze e delle reti in nazionale ― Portogallo | Cronologia completa delle presenze e delle reti in nazionale ― Portogallo | Cronologia completa delle presenze e delle reti in nazionale ― Portogallo | Cronologia completa delle presenze e delle reti in nazionale ― Portogallo |
| Data                                                                      | Città                                                                     | In casa                                                                   | Risultato                                                                 | Ospiti                                                                    | Competizione                                                              | Reti                                                                      | Note                                                                      |
| ------------------------------------------------------------------------- | ------------------------------------------------------------------------- | ------------------------------------------------------------------------- | ------------------------------------------------------------------------- | ------------------------------------------------------------------------- | ------------------------------------------------------------------------- | ------------------------------------------------------------------------- | ------------------------------------------------------------------------- |
| 11-11-1992                                                                | Parigi                                                                    | Portogallo                                                                | 2 – 1                                                                     | Bulgaria                                                                  | Amichevole                                                                | -                                                                         | 88’                                                                       |
| 20-4-1994                                                                 | Oslo                                                                      | Norvegia                                                                  | 0 – 0                                                                     | Portogallo                                                                | Amichevole                                                                | -                                                                         | 79’                                                                       |
| 26-1-1995                                                                 | Toronto                                                                   | Canada                                                                    | 1 – 1                                                                     | Portogallo                                                                | Amichevole                                                                | -                                                                         |                                                                           |
| 22-2-1995                                                                 | Eindhoven                                                                 | Paesi Bassi                                                               | 0 – 1                                                                     | Portogallo                                                                | Amichevole                                                                | 1                                                                         | ??’                                                                       |
| 26-4-1995                                                                 | Dublino                                                                   | Irlanda                                                                   | 1 – 0                                                                     | Portogallo                                                                | Qual. Euro 1996                                                           | -                                                                         | 76’                                                                       |
| 3-6-1995                                                                  | Oporto                                                                    | Portogallo                                                                | 3 – 2                                                                     | Lettonia                                                                  | Qual. Euro 1996                                                           | -                                                                         | 80’                                                                       |
| 12-12-1995                                                                | Londra                                                                    | Inghilterra                                                               | 1 – 1                                                                     | Portogallo                                                                | Amichevole                                                                | -                                                                         | 67’                                                                       |
| 24-1-1996                                                                 | Parigi                                                                    | Francia                                                                   | 3 – 2                                                                     | Portogallo                                                                | Amichevole                                                                | -                                                                         | 61’                                                                       |
| 19-6-1996                                                                 | Nottingham                                                                | Croazia                                                                   | 0 – 3                                                                     | Portogallo                                                                | Euro 1996 - 1º turno                                                      | -                                                                         | 61’                                                                       |
| 7-6-1997                                                                  | Oporto                                                                    | Portogallo                                                                | 2 – 0                                                                     | Albania                                                                   | Qual. Mondiali 1998                                                       | -                                                                         | 19’                                                                       |
| 20-8-1997                                                                 | Setubal                                                                   | Portogallo                                                                | 3 – 1                                                                     | Armenia                                                                   | Qual. Mondiali 1998                                                       | 1                                                                         |                                                                           |
| 6-9-1997                                                                  | Berlino                                                                   | Germania                                                                  | 1 – 1                                                                     | Portogallo                                                                | Qual. Mondiali 1998                                                       | 1                                                                         |                                                                           |
| 22-4-1998                                                                 | Londra                                                                    | Inghilterra                                                               | 3 – 0                                                                     | Portogallo                                                                | Amichevole                                                                | -                                                                         | 54’                                                                       |
| 26-3-1999                                                                 | Guimaraes                                                                 | Portogallo                                                                | 7 – 0                                                                     | Azerbaigian                                                               | Qual. Euro 2000                                                           | -                                                                         | 88’                                                                       |
| 5-6-1999                                                                  | Lisbona                                                                   | Portogallo                                                                | 1 – 0                                                                     | Slovacchia                                                                | Qual. Euro 2000                                                           | -                                                                         | 89’                                                                       |
| 9-6-1999                                                                  | Coimbra                                                                   | Portogallo                                                                | 8 – 0                                                                     | Liechtenstein                                                             | Qual. Euro 2000                                                           | -                                                                         | 63’                                                                       |
| 2-6-2001                                                                  | Dublino                                                                   | Irlanda                                                                   | 1 – 1                                                                     | Portogallo                                                                | Qual. Mondiali 2002                                                       | -                                                                         | 67’                                                                       |
| 6-6-2001                                                                  | Odivelas                                                                  | Portogallo                                                                | 6 – 0                                                                     | Cipro                                                                     | Qual. Mondiali 2002                                                       | 2                                                                         | 72’                                                                       |
| 13-2-2002                                                                 | Barcellona                                                                | Spagna                                                                    | 1 – 1                                                                     | Portogallo                                                                | Amichevole                                                                | -                                                                         | 46’                                                                       |
| 17-4-2002                                                                 | Odivelas                                                                  | Portogallo                                                                | 1 – 1                                                                     | Brasile                                                                   | Amichevole                                                                | -                                                                         | 88’                                                                       |
| 25-5-2002                                                                 | Taipa                                                                     | Cina                                                                      | 0 – 2                                                                     | Portogallo                                                                | Amichevole                                                                | -                                                                         | 46’                                                                       |
| Totale                                                                    |                                                                           | Presenze                                                                  | 21                                                                        |                                                                           | Reti                                                                      | 5                                                                         |                                                                           |

## Palmarès

### Club

#### Competizioni nazionali
- Campionato portoghese: 2

Sporting Lisbona: 1999-2000, 2001-2002
- Coppa del Portogallo: 1

Sporting Lisbona: 2001-2002
- Supercoppa di Portogallo: 2

Sporting Lisbona: 2000, 2002